# Dandelion Children (album)
Dandelion Children je šesti studijski album slovenske rock skupine Dandelion Children. Izdan je bil leta 2013 v samozaložbi. Pri snemanju so sodelovali s producentom Petrom Deklevo.

## Seznam pesmi
Vse pesmi je napisala skupina Dandelion Children.
| Št.             | Naslov                        | Dolžina |
| --------------- | ----------------------------- | ------- |
| 1.              | „Rock 'n' Roll Has Got to Go‟ | 0:21    |
| 2.              | „Wooden Animal‟               | 2:38    |
| 3.              | „Never Handled‟               | 2:18    |
| 4.              | „Renewed‟                     | 3:30    |
| 5.              | „Feels Like Paradox‟          | 3:40    |
| 6.              | „Goalless Confessions‟        | 2:06    |
| 7.              | „Middle Toe‟                  | 1:23    |
| 8.              | „Your Nothing‟                | 4:22    |
| 9.              | „Mutilator Compensator‟       | 4:32    |
| 10.             | „Morning Grass‟               | 2:48    |
| 11.             | „Smitten‟                     | 2:30    |
| 12.             | „Mr. Evaluator‟               | 4:00    |
| 13.             | „History of Fail‟             | 4:44    |
| 14.             | „Dehydrated Monkey‟           | 4:52    |
| 15.             | „The Beat (The Beat)‟         | 7:06    |
| Skupna dolžina: | Skupna dolžina:               | 51:12   |

## Osebje
Dandelion Children
- Jure Kremenšek – vokal, bas kitara, kitara, klaviature
- Katja Kremenšek – bobni
- Anže Črnak – kitara, bas kitara, spremljevalni vokal

Tehnično osebje
- Peter Dekleva – produkcija